# Філліпсбург (Джорджія)
Філліпсбург (англ. Phillipsburg) — переписна місцевість (CDP) в США, в окрузі Тіфт штату Джорджія. Населення — 640 осіб (2020).

## Географія
Філліпсбург розташований за координатами 31°26′20″ пн. ш. 83°31′13″ зх. д. / 31.43889° пн. ш. 83.52028° зх. д. (31.438861, -83.520309).  За даними Бюро перепису населення США в 2010 році переписна місцевість мала площу 0,80 км², уся площа — суходіл.

## Демографія
Згідно з переписом 2010 року, у переписній місцевості мешкало 707 осіб у 284 домогосподарствах у складі 183 родин. Густота населення становила 887 осіб/км².  Було 333 помешкання (418/км²).
Расовий склад населення:
| - 94,2 % — чорних або афроамериканців - 5,2 % — білих - 0,1 % — корінних американців - 0,1 % — азіатів |

До двох чи більше рас належало 0,3 %. Частка іспаномовних становила 1,7 % від усіх жителів.
За віковим діапазоном населення розподілялося таким чином: 27,6 % — особи молодші 18 років, 62,1 % — особи у віці 18—64 років, 10,3 % — особи у віці 65 років та старші. Медіана віку мешканця становила 34,6 року. На 100 осіб жіночої статі у переписній місцевості припадало 88,5 чоловіків;  на 100 жінок у віці від 18 років та старших — 88,9 чоловіків також старших 18 років.
Середній дохід на одне домашнє господарство  становив 19 968 доларів США (медіана — 12 336), а середній дохід на одну сім'ю — 20 239 доларів (медіана — 10 568). За межею бідності перебувало 61,0 % осіб, у тому числі 79,7 % дітей у віці до 18 років та 6,5 % осіб у віці 65 років та старших.
Цивільне працевлаштоване населення становило 72 особи. Основні галузі зайнятості: освіта, охорона здоров'я та соціальна допомога — 30,6 %, мистецтво, розваги та відпочинок — 29,2 %, роздрібна торгівля — 15,3 %, науковці, спеціалісти, менеджери — 11,1 %.